# Долгушин, Юрий Александрович
Ю́рий Алекса́ндрович Долгу́шин (1896—1989) — советский писатель-фантаст и журналист, инженер.

## Биография
Родился в селе Квирилы (ныне город Зестафони) около Кутаиси.
Окончил Тифлисскую 6-ю гимназию. В 1915 году поступил в МВТУ, но был призван в армию и направлен в запасный полк в школу прапорщиков. В 1919—1920 годах работал в Закавказье техником-геодезистом, был членом тифлисского «Цеха поэтов», принимал участие в работе объединения «Фантастический кабачок». В 1921 году он вернулся в Москву и продолжил образование. Сотрудничал с редакциями газет «Известия» и «Труд».
В конце 1920-х годов стал членом редколлегии журнала «Знание — сила» («ЗС»), опубликовал несколько фантастических рассказов, повесть «Тайна невидимки» и большой роман «Генератор чудес», вышедший в журнале «Техника — молодёжи» («ТМ»).
В 1930-х годах участвовал в создании первого советского телевизора.
В первый год Великой Отечественной войны ушёл в народное ополчение (боец 4-й Куйбышевской дивизии), затем радист 859-го Отдельного батальона 110-й стрелковой дивизии, был ранен. Уволен в запас в 1943. После излечения писал военную прозу, работал в оборонном НИИ. Член Союза писателей СССР с 1953 года. В 1959 году выпустил переработанный вариант романа «Генератор чудес» — «ГЧ».

## Премии
- Почётная грамота Президиума Верховного Совета РСФСР (1966)

### Фантастика
- В 1942 году: НФ очерк // «Смена», 1936. № 8.
- В гостях у маэстро: Рассказ // «ТМ», 1936. № 2-3. С. 91-95.
- Генератор чудес: Отрывок из 7-й главы романа // «ТМ», 1938. № 10.
- Генератор чудес: НФ роман // «ТМ», 1939. № 1; № 2; № 3; № 5; № 6; № 7; № 8; № 9; № 10; № 11; 1940. № 1; № 2; № 3; № 4; № 5; № 7; № 10; № 11; № 12.
- Лучи жизни /Илл. К. Арцеулова // «ЗС», 1958. № 12. С. 26-29. [Предисл.: Л. Жигарев: С. 26] [Отрывок из романа «ГЧ»]
- Тайна невидимки / Илл. К. Арцеулова, А. Ермолова // «ЗС», 1946. № 2-3. С. 18-22; № 4-5. С. 27-33; № 6. С. 9-12.

### Другие произведения
- [С А. Абрамовым] Оружие пехоты. — М.—Л., 1943.
- Покорение металла. — М., 1953.
- С противотанковым ружьем. — М., 1942.
- У истоков новой биологии. — М., 1949.